# Phanotea peringueyi
Phanotea peringueyi là một loài nhện trong họ Zoropsidae.
Loài này thuộc chi Phanotea. Phanotea peringueyi được Eugène Simon miêu tả năm 1896.